# Poste centrale d’Édimbourg
 (novembre 2020).

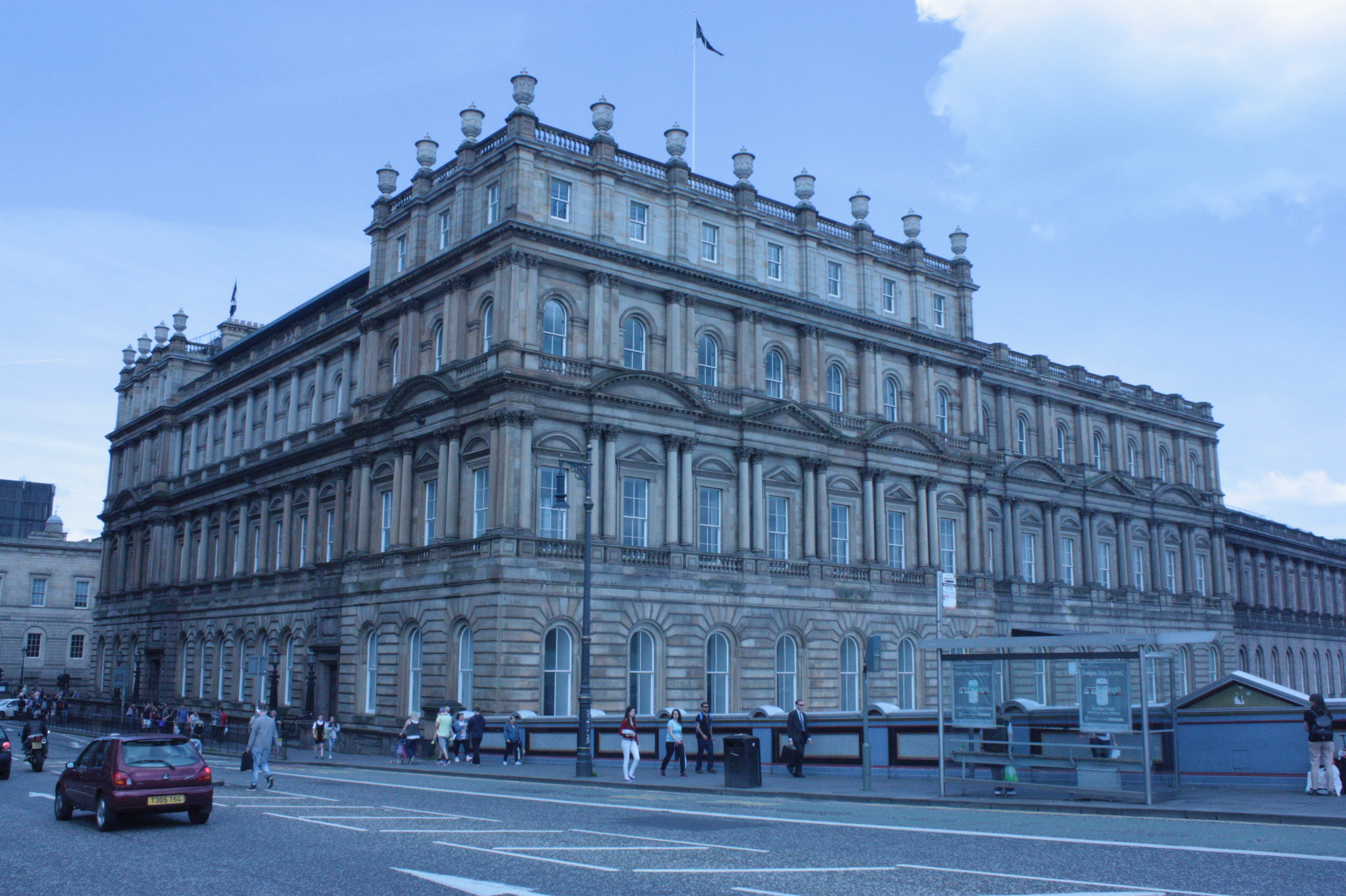
La façade sud de l'ancien GPO de North Bridge

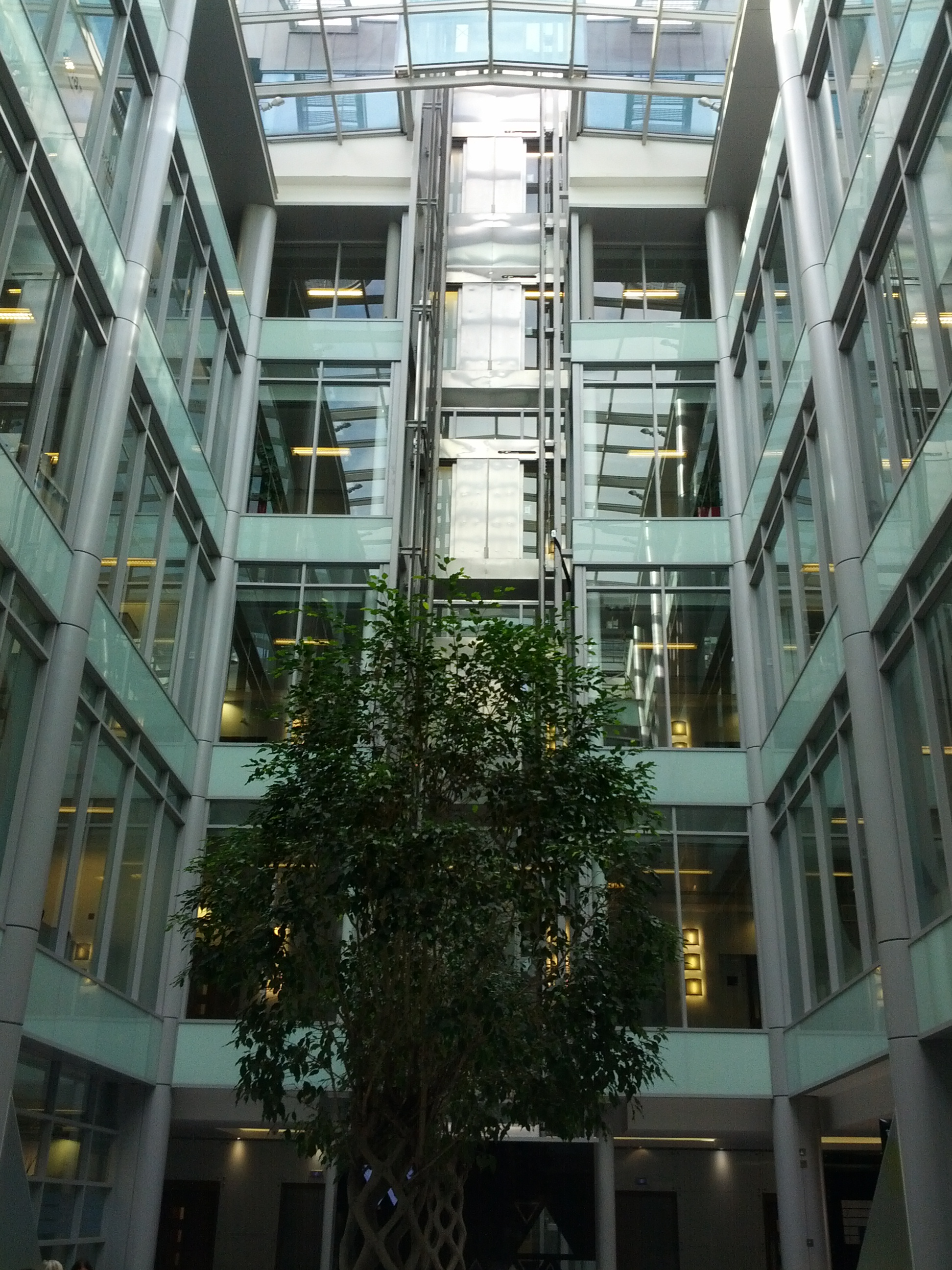
Cour intérieure des bureaux de Waverlygate

La Poste centrale d'Édimbourg (anglais : General Post Office; GPO) est un ancien bureau de poste de style néo-Renaissance situé à Édimbourg, en Écosse. Il a été construit entre 1861 et 1865 sur le site de l'Old Theatre Royal (en), entre Waterloo Place et North Bridge, à Édimbourg, selon la conception de l'architecte et Commis aux travaux de l'Écosse, Robert Matheson (en) .

## Histoire
En 1861, le prince Albert a posé la première pierre  . La cérémonie a eu lieu le jour même de la pose de la première pierre du nouveau Royal Museum of Scotland (aujourd'hui National Museum) . Le GPO jouxtait les bureaux de l'Inland Revenue (en) sur Waterloo Place et abritait des bureaux d'autres organismes publics, dont ceux de la Scottish Meteorological Society . Le nouveau bâtiment a remplacé le bureau de poste construit de 1815 à 1819 sur Waterloo Place à côté de Regent Bridge, et il a été agrandi deux fois pour répondre à une demande croissante, d'abord à partir de 1890 par Walter W. Robertson (en), puis de 1908 à 1909 par William Thomas Oldrieve (en) ,. En 2000, l'intérieur a été modifié, pour être remplacé par des bureaux commerciaux, ne laissant que la façade néo-Renaissance.